# Víctorio Unamuno Ibarzabal
Víctorio Unamuno Ibarzabal (Bergara, 1909 - Durango, 1988) fou un futbolista basc. La seva posició era de davanter, jugant a l'Athletic Club i el Betis. Guanyà tres lligues espanyoles dues amb l'Athletic (1929/30, 1930/31) i una amb el Betis (1934/35); i quatre Copes del Rei amb l'Athletic (1930, 1931, 1932 i 1933). Rebé el trofeu Pitxitxi de la temporada 1939/40 (quan militava a l'Athletic.
Unamuno debutà a Primera Divisió amb l'Athletic Club de Bilbao el 10 de febrer de 1929 en el partit Reial Societat 1 - 1 Athletic Club, en la qual era la primera jornada de la primera edició de la Lliga, amb el qual es pot dir que Unamuno formà part del primer onze titular de l'Athletic a Primera Divisió. Amb l'Athletic Club guanyà dos Lligues i quatre Copes del Rei.
Posteriorment, l'any 1933, fitxà pel Reial Betis, equip en el qual jugà tres temporades i amb el qual aconseguí guanyar una Lliga espanyola, l'únic que fins avui dia ha aconseguit l'entitat andalusa.
L'any 1936 comença la Guerra Civil Espanyola, amb el qual se suspenen les competicions futbolístiques durant el conflicte armat. Posteriorment, l'any 1939, Unamuno retorna a la disciplina de l'Athletic Club on hi jugarà fins a la seva retirada l'any 1942, aconseguint un Trofeu Pitxitxi com a màxim golejador al marcar 20 gols a la temporada 1939/40.
En total, Unamuno jugà 144 partits a Primera Divisió entre l'Athletic i el Betis marcant un total de 101 gols. Això no obstant, mai no fou seleccionat per la selecció espanyola.